# A.-J. Russell
Pour les articles homonymes, voir Russell.
Cet article concerne le scénariste et romancier américain. Pour le peintre et photographe américain, voir Andrew Joseph Russell.
Andrew Joseph Russell, né le 25 janvier 1915 à New York aux États-Unis et mort le 18 novembre 1999 à Los Angeles en Californie, est un scénariste et romancier américain, auteur de roman policier.

## Biographie
Scénariste prolifique de séries télévisées américaines, il écrit également quelques scénarios pour le cinéma américain dont celui de Stiletto, adaptation du roman éponyme de Harold Robbins réalisée par Bernard L. Kowalski en 1969.
Il écrit deux romans policiers dont Y en a là-dedans ! (The Devalino Caper) un « roman assez dense » selon Claude Mesplède .

## Filmographie

### À la télévision

#### Séries télévisées
- 1950 – 1951 : 5 épisodes de la série télévisée The Clock
- 1950 – 1951 : 11 épisodes de la série télévisée Lights Out
- 1952 : 1 épisode de la série télévisée Tales of Tomorrow
- 1953 : 1 épisode de la série télévisée Danger (en)
- 1952 - 1953 – 1954 : 5 épisodes de la série télévisée Studio One
- 1953 - 1954 – 1955 - 1956 – 1957 – 1968 : 24 épisodes de la série télévisée The Jackie Gleason Show (en)
- 1954 : 1 épisode de la série télévisée The Philco Television Playhouse
- 1954 : 1 épisode de la série télévisée Goodyear Television Playhouse (en)
- 1954 : 3 épisodes de la série télévisée Justice
- 1954 - 1956 – 1958 : 4 épisodes de la série télévisée On Camera (en)
- 1955 – 1956 : 9 épisodes de la série télévisée The Honeymooners
- 1956 : 1 épisode de la série télévisée Matinee Theatre (en)
- 1956 : 2 épisodes de la série télévisée Star Stage
- 1956 : 2 épisodes de la série télévisée Alfred Hitchcock présente
- 1957 – 1958 : 8 épisodes de la série télévisée The Phil Silvers Show (en)
- 1957 – 1958 : 2 épisodes de la série télévisée Playhouse 90
- 1960 : 1 épisode de la série télévisée Shirley Temple's Storybook (en)
- 1960 : 1 épisode de la série télévisée Winston Churchill: The Valiant Years (en)
- 1961 : 1 épisode de la série télévisée The Dinah Shore Chevy Show (en)
- 1961 : 1 épisode de la série télévisée The Chevy Show
- 1963 : 2 épisodes de la série télévisée Les Accusés
- 1964 - 1965 : 4 épisodes de la série télévisée Profiles in Courage
- 1967 : 1 épisode de la série télévisée L'Homme de fer
- 1970 : série télévisée Somerset (en)
- 1970 - 1971 : 9 épisodes de la série télévisée The Bold Ones: The Senator
- 1984 : 1 épisode de la série télévisée Hôpital central
- 1987 : 1 épisode de la série télévisée Dynastie
- 1988 : 26 épisodes de la série télévisée Gleason: He's the Greatest

#### Téléfilms
- 1958 : Art Carney Meets Peter and the Wolf, téléfilm américain réalisé par Dick Feldman et Burt Shevelove (en)
- 1959 : The Sorcerer's apprentice, téléfilm américain
- 1959 : Art Carney Meets the Sorcerer's Apprentice, téléfilm américain réalisé par Seymour Robbie
- 1959 : Once Upon a Christmas Time, téléfilm américain réalisé par Kirk Browning
- 1960 : The Big Sell, téléfilm américain réalisé par Frank Bunetta
- 1961 : The Million Dollar Incident, téléfilm américain réalisé par Norman Jewison
- 1967 : The Borgia Stick (en), téléfilm américain réalisé par David Lowell Rich
- 1971 : The Death of Me Yet, téléfilm américain réalisé par John Llewellyn Moxey
- 1972 : The Crooked Hearts, téléfilm américain réalisé par Jay Sandrich

### Au cinéma

#### Documentaire
- 1960 : The Fabulous Fifties, documentaire américain réalisé par Charles Eames, Ray Eames et Norman Jewison

#### Films
- 1962 : Gigot, le clochard de Belleville (Gigot), film américain réalisé par Gene Kelly
- 1968 : Un détective à la dynamite (A Lovely Way to Die), film américain réalisé par David Lowell Rich
- 1969 : Stiletto, film américain réalisé par Bernard L. Kowalski

## Œuvre

### Romans
- The Devalino Caper, 1975
  - Y en a là-dedans !, Super noire no 103, 1978
- Pour The Hemlock, 1979

## Sources
- Claude Mesplède, Les années "Série noire" bibliographie critique d'une collection policière, t. 4 : 1972-1982, Amiens, Encrage, coll. « Travaux » (no 25), 1995 (ISBN 978-2-906-38963-2), p. 191.
- Claude Mesplède et Jean-Jacques Schleret, SN, voyage au bout de la Noire : inventaire de 732 auteurs et de leurs œuvres publiés en séries Noire et Blème : suivi d'une filmographie complète, Paris, Futuropolis, 1982 (OCLC 11972030), p. 320